# Sól (gromada w powiecie biłgorajskim)
Sól – dawna gromada, czyli najmniejsza jednostka podziału terytorialnego Polskiej Rzeczypospolitej Ludowej w latach 1954–1972.
Gromady, z gromadzkimi radami narodowymi (GRN) jako organami władzy najniższego stopnia na wsi, funkcjonowały od reformy reorganizującej administrację wiejską przeprowadzonej jesienią 1954 do momentu ich zniesienia z dniem 1 stycznia 1973, tym samym wypierając organizację gminną w latach 1954–1972.
Gromadę Sól z siedzibą GRN w Soli utworzono – jako jedną z 8759 gromad na obszarze Polski – w powiecie biłgorajskim w woj. lubelskim na mocy uchwały nr 5 WRN w Lublinie z dnia 5 października 1954. W skład jednostki wszedł obszar dotychczasowej gromady Sól oraz miejscowości Dereźnia Zagrody wieś i Zofiampol kol. z dotychczasowej gromady Dereźnia ze zniesionej gminy Sól w tymże powiecie. Dla gromady ustalono 19 członków gromadzkiej rady narodowej.
1 stycznia 1960 do gromady Sól włączono wsie Banachy i Bidaczów Stary oraz przysiółek Jachosze ze zniesionej gromady Bidaczów Stary oraz wsie Bidaczów Nowy, Ruda Solska, Ruda Zagrody i Wola Dereźniańska ze zniesionej gromady Wola Dereźniańska w tymże powiecie.
1 stycznia 1962 z gromady Sól wyłączono wieś Dereźnia Zagrody i kolonię Zofiampol, włączając je do gromady Biłgoraj w tymże powiecie; do gromady Sól włączono natomiast wieś Ciosmy oraz przysiółki Byczek, Knieja i Pszczelna ze zniesionej gromady Bukowa w tymże powiecie.
Gromada przetrwała do końca 1972 roku, czyli do kolejnej reformy gminnej.